# Mistrzostwa Polski w Łyżwiarstwie Figurowym 2023
Mistrzostwa Polski w łyżwiarstwie figurowym 2023 – zawody mające na celu wyłonienie najlepszych łyżwiarzy figurowych w Polsce. W ramach mistrzostw Polski rozgrywano:
- Mistrzostwa Polski Seniorów: 15–17 grudnia 2022 w Budapeszcie (Mistrzostwa Czterech Narodów)
- Mistrzostwa Polski Juniorów (soliści, solistki): 20–22 stycznia 2023 w Katowicach
- Młodzieżowe Mistrzostwa Polski 2023 i Mistrzostwa Polski Młodzików 2023 i Mistrzostwa Polski w Tańcach na Lodzie: 9–12 marca 2023 w Cieszynie
- Mistrzostwa Polski w łyżwiarstwie synchronicznym: 17–18 grudnia 2022 w Toruniu

## Wyniki

### Kategoria seniorów
Pozycje w poszczególnych segmentach wynikają z klasyfikacji mistrzostw czterech narodów.

#### Soliści
| Poz. | Zawodnik          | Klub               | Nota łączna | SP | SP    | FS | FS     |
| ---- | ----------------- | ------------------ | ----------- | -- | ----- | -- | ------ |
| 1    | Władimir Samojłow | MKS Axel Toruń     | 223,43      | 1  | 87,27 | 2  | 136,16 |
| 2    | Miłosz Witkowski  | MKS Axel Toruń     | 182,04      | 6  | 60,82 | 3  | 121,22 |
| 3    | Kornel Witkowski  | MKS Axel Toruń     | 175,97      | 9  | 56,19 | 4  | 119,78 |
| 4    | Jakub Lofek       | UKŁF Unia Oświęcim | 156,06      | 7  | 58,58 | 9  | 97,48  |

#### Solistki
| Poz. | Zawodniczka          | Klub              | Nota łączna | SP | SP    | FS | FS     |
| ---- | -------------------- | ----------------- | ----------- | -- | ----- | -- | ------ |
| 1    | Jekatierina Kurakowa | MKS Axel Toruń    | 185,14      | 1  | 63,01 | 1  | 122,13 |
| 2    | Karolina Białas      | UKŁ Spin Katowice | 141,19      | 5  | 49,60 | 5  | 91,59  |
| 3    | Zofia Grzegorzewska  | MKŁ Łódź          | 117,24      | 11 | 42,69 | 15 | 74,55  |
| 4    | Laura Szczęsna       | MKŁ Łódź          | 105,42      | 14 | 39,76 | 17 | 65,66  |

#### Pary taneczne
| Poz. | Zawodnicy                                  | Klub           | Nota łączna | RD | RD    | FD | FD    |
| ---- | ------------------------------------------ | -------------- | ----------- | -- | ----- | -- | ----- |
| 1    | Anastasija Polibina / Pawieł Gołowisznikow | MKS Axel Toruń | 162,11      | 4  | 63,87 | 3  | 98,24 |
| 2    | Olivia Oliver / Elliott Graham             | MKŁ Łódź       | 159,04      | 3  | 63,92 | 4  | 95,12 |
| 3    | Ołeksandra Borysowa / Aaron Freeman        | ŁTŁF Łódź      | 130,49      | 9  | 51,35 | 9  | 79,14 |

### Kategoria juniorów

#### Soliści
| Poz. | Zawodnik                | Klub                | Nota łączna | SP | SP    | FS | FS     |
| ---- | ----------------------- | ------------------- | ----------- | -- | ----- | -- | ------ |
| 1    | Matwiej Jefimenko       | MKS Axel Toruń      | 177,09      | 2  | 56,68 | 1  | 120,41 |
| 2    | Jakub Lofek             | UKŁF Unia Oświęcim  | 176,09      | 1  | 64,66 | 2  | 111,43 |
| 3    | Jakub Rosłaniec         | MKS Ochota Warszawa | 125,67      | 3  | 42,88 | 3  | 82,79  |
| 4    | Pawło Klimin            | MKS Ochota Warszawa | 111,85      | 4  | 37,47 | 4  | 74,38  |
| 5    | Mikołaj Pauliczek       | UKŁF Unia Oświęcim  | 91,40       | 7  | 28,08 | 5  | 63,32  |
| 6    | Krystian Gerega         | UKŁF Unia Oświęcim  | 89,44       | 5  | 34,75 | 7  | 54,69  |
| 7    | Iain Sebastian Lapierre | FSA Warszawa        | 85,10       | 6  | 28,82 | 6  | 56,28  |

#### Solistki
| Poz. | Zawodniczka                  | Klub                          | Nota łączna | SP  | SP    | FS  | FS     |
| ---- | ---------------------------- | ----------------------------- | ----------- | --- | ----- | --- | ------ |
| 1    | Noelle Streuli               | MUKS Walley Plus-Duo Warszawa | 162,40      | 1   | 53,56 | 1   | 108,84 |
| 2    | Weronika Ferlin              | UIKŁF Piruette Opole          | 120,45      | 3   | 42,07 | 2   | 78,38  |
| 3    | Aleksandra Janikowska        | UIKŁF Piruette Opole          | 118,68      | 4   | 41,50 | 3   | 77,18  |
| 4    | Julia Polniuk                | MUKS Walley Plus-Duo Warszawa | 116,92      | 2   | 44,31 | 5   | 72,61  |
| 5    | Zofia Grzegorzewska          | MKŁ Łódź                      | 112,86      | 6   | 38,45 | 4   | 74,41  |
| 6    | Zofia Bochenek               | FSA Warszawa                  | 112,33      | 5   | 40,00 | 6   | 72,33  |
| 7    | Anastasija Bezuhla           | KS EDGE SA Katowice           | 105,70      | 7   | 37,93 | 7   | 67,77  |
| 8    | Alicja Rejment               | MKS Axel Toruń                | 96,59       | 11  | 32,67 | 8   | 63,92  |
| 9    | Kornelia Bulanda             | UKŁ Spin Katowice             | 96,10       | 10  | 33,06 | 10  | 63,04  |
| 10   | Barbara Gertruda             | FSA Warszawa                  | 96,01       | 9   | 33,90 | 12  | 62,11  |
| 11   | Aleksandra Stańczyk          | UKŁ Spin Katowice             | 94,16       | 8   | 35,71 | 15  | 58,45  |
| 12   | Julia Domagalska             | KS Cieszyn                    | 93,59       | 14  | 29,80 | 9   | 63,79  |
| 13   | Catherine-Charlotte Lapierre | FSA Warszawa                  | 90,75       | 13  | 31,40 | 14  | 59,35  |
| 14   | Aleksandra Kopyciok          | KS Edge SA Katowice           | 90,37       | 19  | 28,16 | 11  | 62,21  |
| 15   | Dorota Konieczko             | GKS Stoczniowiec Gdańsk       | 88,46       | 12  | 32,04 | 20  | 58,42  |
| 16   | Sofiia Naumko                | KS EDGE SA Katowice           | 88,31       | 18  | 28,47 | 13  | 59,84  |
| 17   | Julita Błoniarz              | UKŁ Spin Katowice             | 86,06       | 16  | 29,03 | 19  | 57,03  |
| 18   | Oliwia Strokosz              | FSA Warszawa                  | 85,83       | 17  | 28,65 | 18  | 57,18  |
| 19   | Alina Andriejewska           | KS EDGE SA Katowice           | 85,46       | 15  | 29,39 | 21  | 56,07  |
| 20   | Maja Krzysiak                | GKS Stoczniowiec Gdańsk       | 85,15       | 20  | 27,80 | 17  | 57,35  |
| 21   | Julia Mrozek                 | UKŁ Spin Katowice             | 83,38       | 22  | 25,93 | 16  | 57,45  |
| 22   | Roksana Ciaston              | KLF Lajkonik Kraków           | 80,53       | 21  | 26,10 | 22  | 54,43  |
| 23   | Nina Wiśniewska              | FSA Warszawa                  | 75,64       | 25  | 25,63 | 23  | 50,01  |
| 24   | Wira Fiodorowa               | FSA Warszawa                  | 71,97       | 26  | 23,94 | 24  | 47,53  |
| 25   | Barbara Martinello           | FSA Warszawa                  | 71,24       | 24  | 25,79 | 25  | 45,45  |
| 26   | Gabriela Gorstka]            | KS EDGE SA Katowice           | 70,49       | 23  | 25,86 | 26  | 45,63  |
| 27   | Hanna Gromna                 | KLF Lajkonik Kraków           | 61,91       | 27  | 23,09 | 27  | 68,82  |
| WD   | Patrycja Konpoka             | KS EDGE SA Katowice           | DNS         | DNS | DNS   | DNS | DNS    |
| WD   | Matylda Paszyńska            | MKS Rewia Warszawa            | DNS         | DNS | DNS   | DNS | DNS    |